# (10565) 1994 AT1
1994 أي تي 1 (ويعرف أيضًا باسم (10565) 1994 أي تي 1 وفق تسمية الكوكب الصغير) (بالإنجليزية: 1994 AT1)‏ هو كويكب ضمن حزام الكويكبات؛ وترتيبه 10565 من حيث الاكتشاف.
اكتُشف هذا الجُرم الفلكي بواسطة تاكيشي أوراتا ‏ في 9 يناير 1994.

## وصلات خارجية
- (10565) 1994 AT1 في قاعدة بيانات مختبر الدفع النفاث لأجرام النظام الشمسي الصغيرة

- الاكتشاف · مخطط المدار ·  العناصر المدارية · المعلمات المادية

- (10565) 1994 AT1 على موقع ويكي سكاي: DSS2, SDSS, GALEX, IRAS, Hydrogen α, X-Ray, Astrophoto, Sky Map, Articles and images